# Laine Selwyn
Laine Selwyn (in ebraico לייני סלווין‎?; New York, 16 maggio 1981) è un'ex cestista statunitense naturalizzata israeliana.
Alta 172 cm, giocava come guardia.

## Carriera
Con Israele ha disputato tre edizioni dei Campionati europei (2007, 2009, 2011).